# Tortanus vermiculus
Tortanus vermiculus is een eenoogkreeftjessoort uit de familie van de Tortanidae. De wetenschappelijke naam van de soort is voor het eerst geldig gepubliceerd in 1955 door Shen.